# Bokermannohyla capra
Bokermannohyla capra é uma espécie de anfíbio da família Hylidae. Endêmica do Brasil, pode ser encontrada nas áreas florestais costeiras do estado da Bahia.